# Диана Петкова
Диана Петкова е българска състезателка по плуване. Състезава се за клуб „Спринт-София '' с първи треньор Ботко Трендафилов, с чиято помощ стига до Олимпийските игри.

## Успехи
- 14-о място на Световното първенство за девойки в Индианаполис (САЩ) през 2017 г. на 50 м. свободен стил
- 6-о място на Европейското първенство в Нетаня (Израел) през 2017 г. на 50 м. свободен стил
- 6-о място на Младежките Олимпийски игри в Буенос Айрес (Аржентина) през 2018 г. на 50 м. свободен стил
- 13-о място на Младежките Олимпийски игри в Буенос Айрес (Аржентина) през 2018 г. на 100 м. свободен стил
- 9-о място ва Европейското първенство за жени в Будапеща (Унгария), 2021 г. на 200 м. съчетано
- Национална рекордьорка и шампионка[1]
- Участничка на ОИ 2020 в Токио.